# Melodifestivalen
Melodifestivalen je švedski nacionalni izbor za Pesem Evrovizije. Melodifestivalen je z leti postala najbolj gledana oddaja švedske nacionalne televizije SVT.

## Zgodovina
Švedska prireja nacionalni izbor za evrovizijsko melodijo od leta 1959. Leta 1958 je švedskega predstavnika za Pesem Evrovizije izbral SKAP (švedsko Föreningen Svenska Kompositörer Av Populärmusik, slovensko Združenje švedskih skladateljev popularne glasbe). Od tedaj so svojega predstavnika Švedi vselej izbrali v oddaji Melodienfestival, razen trikrat, ko Švedska ni nastopila na Evroviziji (leta 1964 zaradi bojkota nastopajočih, leta 1970 iz protesta proti EBU in leta 1976 iz protesta proti komercialni naravnanosti izbora).
Nastop na Melodienfestivalu je za številne glasbenike pomenil glasbeni prodor, na primer za Carolo Häggkvist, skupino ABBA in Andersa Glenmarka. ABBA je po zmagi na izboru leta 1974 s pesmijo Waterloo zmagala tudi na Pesmi Evrovizije ter začela svetovno glasbeno kariero.
Do leta 1999 je zmagovalca izbirala žirija, sestavljena iz pevcev. Od 1999 pa svojega predstavnika izbere švedsko gledalstvo s telefonskim glasovanjem. 
Od leta 2002 poteka poseben predizbor in zmagovalec ter drugouvrščeni se še enkrat pomerita v velikem finalu.
Leta 2011 so na Pesem Evrovizije poslali  Eric Saade in si po 11-tih letih priborili nov odličen rezultat.